# Uchū Ace
Uchū Ace (宇宙エース, Uchū Ēsu) è un manga di fantascienza creato da Tatsuo Yoshida, pubblicato nella rivista Shōnen Book di Shūeisha dal giugno 1964 al maggio 1966. Questo lavoro pionieristico ha gettato le basi per il genere della fantascienza nei manga giapponesi.
La storia di Uchū Ace è stata successivamente adattata in una serie Anime in bianco e nero dalla Tatsunoko Production, trasmessa su Fuji TV dal 8 maggio 1965 al 28 aprile 1966. La serie ha contribuito a definire l'estetica degli anime di fantascienza giapponesi, consolidando la popolarità del franchise e influenzando le opere successive nel genere.

## Trama
Un bambino extraterrestre è perseguitato da strane creature dello spazio e, per salvarsi, cerca di raggiungere il pianeta Terra con la sua astronave, il Cavallo d'argento, dove viene adottato da uno scienziato. 
Uchū Ace possiede diversi poteri, tra cui la capacità di sparare laser e di far apparire nella sua mano un anello d'argento, che utilizza contro i criminali e, a volte, come mezzo di trasporto. Non ingerisce alcun alimento terrestre, ma solo una particolare gomma creata dallo scienziato.
Il Dr. Tatsunoko organizza una spedizione subacquea per esplorare un misterioso segnale radioattivo proveniente da una vongola gigante, scoprendo che la fonte della radiazione è uno strano gioiello. Una volta tornato al centro di ricerca, Tatsunoko e sua figlia Asari trovano un oggetto simile a un medaglione, sul quale è scritto che nella perla abita una creatura incantata proveniente dal pianeta Parlum.

## Personaggi
Uchū Ace è un ragazzino alieno che prova una profonda nostalgia di casa; spesso osserva la volta stellata, cercando i volti dei suoi cari che appaiono nel cielo in lontananza. 
Il suo strumento principale è l'anello galattico, un cerchio bianco e piatto che può cavalcare, evocare un aereo o altri oggetti. La sua uniforme è composta da un body e un casco decorato con disegni a forma di V.
Tra i personaggi secondari spiccano il Dr. Tatsunoko, che funge quasi da padre adottivo per Ace, e sua figlia Asari, di cui il giovane si innamora. La figura di Flash Scoop, un giornalista investigativo intraprendente, offre spesso momenti comici: egli appare sulla scena in sella alla sua bicicletta, quasi sempre nel momento meno opportuno, urlando ad Ace e proponendosi di intervistarlo.
Un altro personaggio chiave è Ebo, la proiezione immaginaria di Ace nel cielo notturno, rappresentato come un robot umanoide.